# Kaple Povýšení svatého Kříže (Kraslice)
Kaple Povýšení svatého Kříže je hřbitovní kaple s rozlučkovou síní v Kraslicích v okrese Sokolov v Karlovarském kraji. Byla postavena jižně od centra města v souvislosti se vznikem nového městského hřbitova ve svahu Sněženského vrchu nad soutokem Kamenného potoka a Svatavy.
Od roku 2012 je hřbitovní kaple spolu s rozlučkovou síní chráněna jako kulturní památka.

## Historie
Nárůst počtu obyvatel Kraslic koncem 19. století vyvolal potřebu stavby nového městského hřbitova. Roku 1885 byl založen nový hřbitov a u něj ve stejném roce postavena hřbitovní kaple. Není však známo, kdo vypracoval její architektonické plány. K západnímu křídlu kaple byla přistavěna roku 1936 obřadní síň v obdobném architektonickém pojetí. Projekt na její výstavbu vypracoval architekt Anton Köstler. Po zboření nejstaršího kraslického kostela Božího těla v roce 1892, předchůdce současného kraslického kostela, byl ze starého kostela přemístěn do hřbitovní zdi u kaple náhrobník dvou synů horního hejtmana Kryštofa Jindřicha Winklera z Heimfeldu. Náhrobník zde přetrval do roku 2014.

## Stavební podoba
Architektonicky je kaple střídmou zděnou neogotickou stavbou na obdélném půdorysu. Závěr kaple je polygonální. Nad vstupním průčelím se zvedá na hranolovité základně vysoká štíhlá polygonální věž se špicí. Hlavní vstup do kaple je zakončen lomeným obloukem s vitráží s motivem sedícího Ježíše Krista, nad ním je malá rozeta. Střecha kaple je sedlová s plechovou střešní krytinou. Prosvětlení kaple je řešeno velkými gotizujícími okny s vitrážemi a lomenými oblouky. Ke kapli přiléhají z obou stran křídla, přízemní stavby s valbovými střechami a výraznými vikýři. Rovněž boční křídla mají okna s lomenými oblouky. Rozlučková obřadní síň je objekt na osmibokém půdorysu, orientovaný opačně než hlavní kaple. Nad její vchod z venkovní strany byla na malou konzolu umístěna asi 50 cm vysoká socha Panny Marie.

### Interiér
Interiér kaple je sklenut křížovou klenbou s dekorativními malbami. V presbytáři jsou dvě vitráže zobrazující svatého Josefa a Madonu. Oltář je dřevěný, rovněž novogotický, ve střední části převýšený, po stranách zdobený vegetabilními (rostlinnými) motivy. Ve střední nice je umístěna soška Ježíše Krista na kříži. V interiéru rozlučkové síně se nacházejí čtyři nástěnná elektrická svítidla ve tvaru trojramenného svícnu. Ve středu síně je zavěšen mosazný lustr. V presbytáři síně je umístěn černý dřevěný katafalk. V síni se dochovala původní keramická dlažba, dřevěné obložení stěn a vchodové i interiérové dveře.